# Droit animal
Cet article concerne la branche du droit traitant des animaux. Pour le concept philosophique et politique portant sur les droits moraux des animaux, voir Droits des animaux.
Le droit animal (ou droit animalier) est le domaine du droit qui régit les relations entre l'espèce humaine et les autres animaux. Il peut traiter des animaux de compagnie, des animaux liminaires, mais aussi de la faune sauvage libre et captive, des animaux exploités pour la production de nourriture et pour la recherche. Par extension, le droit animal désigne aussi l’étude du statut juridique de l’animal dans le droit positif et la jurisprudence.
Le droit animal interagit avec un large éventail d'approches qui vont des réflexions philosophiques sur les droits des animaux (droits moraux) aux discussions pragmatiques sur les droits de ceux qui utilisent des animaux, ou de ceux qui ont intérêt à agir et à se pourvoir en justice lorsqu'un animal subit illégalement des dommages. Le droit animal imprègne et affecte la plupart des domaines traditionnels du droit, y compris les droits délictuel, contractuel, pénal et constitutionnel.

## Histoire
En Europe au Moyen Âge, l’animal porte la responsabilité de ses actes et non son propriétaire. A cette époque, ou le Christianisme structure fortement la société, les animaux, comme les hommes, sont considérés comme faisant partie de l’Église, au sens large du terme. Les animaux sont alors jugés de la même manière que les hommes. Des cochons sont emprisonnés, sont condamnés à mort pour avoir mangé des nouveau-nés, des dauphins sont exorcisés, insectes et sangsues sont excommuniés.

## Organisations
Aux États-Unis, un nombre croissant de barreaux ont des comités de droit animal. Le Animal Legal Defence Fund, fondé en 1979, est la première organisation destinée à la promotion du domaine du droit animal et à l'utilisation de la loi pour protéger la vie et promouvoir les intérêts des animaux.
Dans le canton de Zurich, en Suisse, un avocat spécialisé dans les animaux, Antoine Goetschel, a été employé par le gouvernement du canton pour représenter les intérêts des animaux dans les affaires de cruauté envers les animaux de 2007 à 2010, avant que ce poste ne soit supprimé. À ce poste, Goetschel s'est efforcé de garantir l'application correcte des lois suisses sur la protection des animaux.
En Australie, le Animal Defenders Office (en) est un centre juridique communautaire spécialisé dans le droit animal.

## Dans le monde universitaire

### Amérique du Nord
En 2020, le droit animal est enseigné dans 167 écoles de droit aux États-Unis et au Canada, et notamment à la faculté de droit de Harvard, à la Stanford Law School, à l'école de droit de l'UCLA, à la faculté de droit de l'université Northwestern, à l'University of Michigan Law School, au Georgetown University Law Center, à la Duke University School of Law et à l'école de droit Lewis & Clark.
Un recueil de jurisprudence complet sur le droit animal canadien existe, il s'agite de l'Animals and the Law (Essentials of Canadian Law).
Aux États-Unis, ce recueil s'appelle l'Animal Law: Cases and Materials. Parce que le droit animal n'est pas un domaine juridique traditionnel, la plupart des chapitres du livre sont encadrés en termes de sous-ensembles familiers du droit tels que la responsabilité délictuelle, les contrats, le droit pénal et constitutionnel. Chaque chapitre présente des cas et des commentaires dans lesquels le droit animal affecte ces domaines plus larges.
Il existe également un recueil pour les deux pays, l'Animal Protection Laws of the United States of America & Canada compendium, collection régie par Stephan K. Otto, directeur des affaires législatives de l'Animal Legal Defense Fund. Il comprend une étude détaillée de la protection des animaux et des lois connexes pour tous les États, principaux districts et territoires des États-Unis, ainsi que pour tout le Canada.

### Amérique du Sud
Le droit animal est enseigné dans quelques universités au Brésil, en Argentine et au Chili.
Plusieurs universités brésiliennes proposent ainsi des enseignements de droit animal telles que l'Université fédérale de Bahia, l'Université de São Paulo, l'Université fédérale du Paraná, l'Université fédérale de Santa Maria et l'Université fédérale de Rio de Janeiro.

### Océanie
Les ouvrages sur le sujet pour cette zone géographique comprennent :
- Animal Law in Australia: An Integrated Approach (2011) par Alex Bruce
- Humanising Animals: Civilising People (2011) par Mirko Bagaric, Keith Akers
- Animal law in Australia and New Zealand (2010) par Deborah Cao, Katrina Sharman
- Animal Law in Australasia : Continuing the Dialogue (2013) de Peter J Sankoff, Steven White, Celeste Black
- Handbook of Australian Cruelty Law (2009) par Malcolm Caulfield

### Europe
Le droit animal est enseigné dans quelques universités européennes, notamment en Espagne, en Suisse et au Royaume-Uni.
L'Université autonome de Barcelone (UAB), en Espagne, est la seule université européenne à proposer un master en droit animal et société. Le programme interdisciplinaire, dirigé par la professeure Teresa Giménez-Candela, est enseigné en espagnol et en anglais. Il vise à fournir aux étudiants des connaissances sur les animaux dans les domaines du droit, de l'éthologie, de la nutrition et du bien-être, des dimensions éthiques, des représentations artistiques et du divertissement, de l'organisation et de la responsabilité sociale. Le programme est basé sur une perspective de droit comparé, en gardant à l'esprit les besoins de la société dans son ensemble. Un diplôme de troisième cycle est également disponible dans ce domaine spécifique.

### Asie
L'Université KIMEP d'Almaty, au Kazakhstan, a introduit un cours de droit animal en 2013 à l'initiative de la Dr Maria Baideldinova.

## Dans les systèmes juridiques

### Droit britannique
En Grande-Bretagne, le 15 novembre 2017, une loi est votée qui défait les animaux de la plupart de leurs droits et surtout de la reconnaissance de leur capacité à ressentir la douleur. Cette loi sera effective au moment de la sortie officielle du pays de l'Union européenne.

### Droit français
En France, l'article L214-1 du Code rural et de la pêche reconnaît depuis le 21 septembre 2000 que tout animal est un être sensible, dont les impératifs biologiques liés à son espèce doivent être respectés . Néanmoins, cette lois est peu appliquée, et en février 2015, le code civil vient préciser la loi en déclarant que les animaux sont soumis au régime des biens.
En France, le 22 mars 2015, est publié le Code de l'animal qui regroupe toutes les législations en vigueur relatives aux animaux.

### Droit québécois
L'article 898.1 du Code civil du Québec concerne les droits des animaux. Le législateur a modifié le Code civil en 2015 pour affirmer que les animaux ne sont pas des biens et qu'ils jouissent d'impératifs biologiques.
En plus de cette modification au Code civil, le législateur a aussi adopté la Loi sur le bien-être et la sécurité de l'animal afin d'actualiser sa législation en matière de droits des animaux. Certains actes sont donc interdits par l'article 5 et 6, dont le fait de mettre un animal dans un état de détresse. Toutefois, l'article 7 précise que cela ne s'applique aux : "activités d’agriculture, de médecine vétérinaire, d’enseignement ou de recherche scientifique". Plusieurs organisations militantes provinciales s'opposent à ce dernier article.